# Lithophane rosinae
Lithophane rosinae là một loài bướm đêm trong họ Noctuidae.